# Vöröstükrös galamb
A vöröstükrös galamb (Petrophassa rufipennis) a madarak (Aves) osztályának galambalakúak (Columbiformes) rendjébe és a galambfélék (Columbidae) családjába tartozó  faj.

## Rendszerezése
A fajt Robert Collett norvég zoológus írta le 1898-ban.

## Előfordulása
Ausztrália északi részén honos. Természetes élőhelyei a szubtrópusi és trópusi száraz gyepek és sivatagok. Állandó, nem vonuló faj.

## Megjelenése
Testhossza 31 centiméter. Szárnyán vörös tükör található.
|  |

## Természetvédelmi helyzete
Az elterjedési területe korlátozott, egyedszáma viszont stabil. A Természetvédelmi Világszövetség Vörös listáján nem fenyegetett fajként szerepel.